# Przepuklina nieodprowadzalna
Przepuklina nieodprowadzalna (łac. hernia irreponibilis; ang. irreducible hernia) - jest to przepuklina, której zawartości worka przepukliny nie można opróżnić.
Najczęstszym powodem powstania przepukliny nieodprowadzalnej są zrosty. Zawartość przepukliny nie wykazuje cech niedokrwienia. W przypadku nieodprowadzalnej przepukliny, w której znajduje się jelito, pasaż jelitowy nie ulega zaburzeniu.

Przeczytaj ostrzeżenie dotyczące informacji medycznych i pokrewnych zamieszczonych w Wikipedii.